# Copa México 1947-1948
La Copa México 1947-1948 è stata la trentaduesima edizione del secondo torneo calcistico messicano e la quinta nell'era professionistica del calcio messicano. È cominciata il 1º luglio e si è conclusa il 25 luglio 1948. La vittoria finale è stata del Veracruz.

## Formula
Le 15 squadre partecipanti si affrontano in turni ad eliminazione diretta in gara unica. In caso di paritá al termine dei tempi supplementari, la gara viene rigiocata.

### Ottavi di finale
| Squadra 1        | Risultato | Squadra 2 |
| ---------------- | --------- | --------- |
| 1º luglio 1948   |           |           |
| Atlas            | 3 - 2     | Oro       |
| Real Club España | 3 - 1     | Asturias  |
| 4 luglio 1948    |           |           |
| Guadalajara      | 4 - 2     | Atlante   |
| León             | 4 - 0     | Tampico   |
| Marte            | 3 - 1     | América   |
| Puebla           | 3 - 1     | Moctezuma |
| Veracruz         | 3 - 1     | A.D.O.    |

- Il San Sebastián passa il turno per sorteggio.

### Quarti di finale
| Squadra 1        | Risultato     | Squadra 2 |
| ---------------- | ------------- | --------- |
| 11 luglio 1948   |               |           |
| Real Club España | 2 - 4(d.t.s.) | Marte     |
| Guadalajara      | 1 - 0         | Atlas     |
| Puebla           | 1 - 2         | Veracruz  |
| San Sebastián    | 1 - 3         | León      |

## Semifinali
| Guadalajara (Messico) 18 luglio 1947, ore 15:00 | Guadalajara | 5 – 1                       | León | Parque Oro |
| \| \| \| \| \| 25’ Trinidad Naranjo 62’ Rafael Rivera 67’ (autogol) Alfredo Costa 82’, 89’ Maximiliano Prieto \| Marcatori \| Edmundo Manzotti 65’ (rig.) \| |             |                             |      |            |
| |             |                             |      |            |
| 25’ Trinidad Naranjo 62’ Rafael Rivera 67’ (autogol) Alfredo Costa 82’, 89’ Maximiliano Prieto                                                               | Marcatori   | Edmundo Manzotti 65’ (rig.) |      |            |

| Città del Messico 18 luglio 1948, ore 15:00                                               | Marte     | 1 – 2                                  | Veracruz | Estadio de la Ciudad de los Deportes |
| \| \| \| \| \| 82’ Luis Vázquez \| Marcatori \| Grimaldo González 25’ Jorge Enrico 88’ \| |           |                                        |          |                                      |
|                                                                                           |           |                                        |          |                                      |
| 82’ Luis Vázquez                                                                          | Marcatori | Grimaldo González 25’ Jorge Enrico 88’ |          |                                      |

## Finale
| Città del Messico 25 luglio 1948, ore 15:00                                                          | Veracruz  | 3 – 1                  | Guadalajara | Estadio de la Ciudad de los Deportes |
| \| \| \| \| \| 20’, 56’ Raymundo González 23’ Jesús García \| Marcatori \| Maximiliano Prieto 14’ \| |           |                        |             |                                      |
| |           |                        |             |                                      |
| 20’, 56’ Raymundo González 23’ Jesús García                                                          | Marcatori | Maximiliano Prieto 14’ |             |                                      |

### Verdetto finale
- Il Club Deportivo Veracruz vince la Copa México 1947-1948.

## Coppa "Campeón de Campeones" 1948
- Partecipano le squadre vincitrici del campionato messicano: León e della coppa del Messico: Veracruz. Il León si aggiudica il titolo.

### Finale
| Città del Messico 5 settembre 1948, ore 15:00 | León       | 1 – 0 (d.t.s.) | Veracruz | Estadio de la Ciudad de los Deportes |
| \| \| \| \| \| 115’ Adalberto López \| Marcatori \| \| \| Eugenio Arenaza Antonio Félix Batagglia Alfonso Montemayor Raúl Varela Alfredo Costa Conrado Muñiz Guillermo Flores Luis Luna Adalberto López Edmundo Manzotti Rodolfo Moncada \| Formazioni \| Miguel Ángel Velásquez Manuel González Rufino Lecca Gonzalo Buenhabad Jesús García Paratore Raymundo González Grimaldo González “Rana” Quiroga Luis de la Fuente Jorge Enrico \| \| José María Casullo \| Allenatori \| Joaquín Urquiaga \| |            | |          |                                      |
| |            | |          |                                      |
| 115’ Adalberto López | Marcatori  | |          |                                      |
| Eugenio Arenaza Antonio Félix Batagglia Alfonso Montemayor Raúl Varela Alfredo Costa Conrado Muñiz Guillermo Flores Luis Luna Adalberto López Edmundo Manzotti Rodolfo Moncada | Formazioni | Miguel Ángel Velásquez Manuel González Rufino Lecca Gonzalo Buenhabad Jesús García Paratore Raymundo González Grimaldo González “Rana” Quiroga Luis de la Fuente Jorge Enrico |          |                                      |
| José María Casullo | Allenatori | Joaquín Urquiaga |          |                                      |